# 福里斯特·史密森
福里斯特·史密森（英語：Forrest Smithson，1884年9月26日—1962年11月25日），美国男子田径运动员，主攻跨栏。他曾代表美国参加1908年夏季奥林匹克运动会田径比赛，获得男子110米栏金牌。